# 渡辺圭
渡辺 圭（わたなべ けい、1966年 - ）は、NHK大阪放送局番組制作部チーフプロデューサー。

## 経歴
愛媛県松山市生まれ。慶應義塾大学文学部史学科卒。1990年に日本放送協会へ入局。高知局、放送センター（東京）ディレクターなどを経て、2007年から大阪放送局番組制作部チーフ・プロデューサーとなる。

## 人物
自他ともに認める「歴史屋」である。中学生のころ司馬遼太郎の小説「竜馬がゆく」を読み歴史の面白さを知ったことがきっかけで、幕末を扱った歴史番組に首ったけとなる。大学では幕末史を専攻した。入局当時は、漠然と大河ドラマを作りたいと思っていた。初任地は竜馬ファン待望の高知であった。高校野球やのど自慢などさまざまな仕事の傍ら、竜馬について調査を重ねていた。「ドラマに比べてスタッフの少ない歴史番組ならば、小回りを利かせてたくさん作品ができる。その面白さに目覚めました」と本人は語る。以来「堂々日本史」や「その時歴史が動いた」といった歴史教養番組の制作に計10年近くディレクター、デスクとして携わった。「自分が子供のころ、学校の歴史の授業はあまり面白くなかった。子供たちが歴史に興味を持ってくれるような、楽しい番組を作りたい」と面白くてためになる番組を目指している。
また、奇説・怪説の真相をユーモラスに明らかにする「と学会」のファンだと自身をしていて、自身がプロデューサーを務めたNHK番組「幻解!超常ファイル」は、「と学会」の出版した『トンデモ本の世界』の題材の扱い方に感銘を受け、十数年かかって立ち上げた企画だという。